# Зайчук Валентин Олександрович
Валентин Олександрович Зайчу́к (* 27 серпня 1949, Старокостянтинів, Хмельницька область, Українська РСР, СРСР) — український державний і освітній діяч. Міністр освіти і науки України (1999), керівник Апарату Верховної Ради України (2002-2015).
Брат-близнюк Бориса Зайчука.

## Біографія
Закінчив Київський педагогічний інститут (1971). Кандидат педагогічних наук.
1966-1967 - слюсар РБУ Жовтневого району м.Києва.
1967-1971 - студент Київського педагогічного інституту
1971-1972 - вчитель української мови та літератури Лебедівської середньої школи та Музичанської 8-річної школи Київської області.
1972-1973 - служба в Збройних Силах СРСР.
1973-1975 - організатор позакласного та позашкільної роботи, заступник директора з навчально-виховної роботи, директор Гореницької середньої школи Києво-Святошинського району Київської області.
1975-1982 - директор Боярської середньої школи №3 Київської області.
1982-1988 - заступник завідувача Київського обласного відділу народної освіти
1988-1991 - 1-й заступник начальника управління народної освіти Київського облвиконкому.
1991-1997 - заступник, 1-й заступник міністра освіти України
1997-1998 - радник президента Академії педагогічних наук України.
1998-1999 - заступник директора дослідного інституту педагогіки АПНУ.
14 січня - 30 грудня 1999 - міністр освіти України.
Травень 2000 - вересень 2001 - Надзвичайний та Повноважний Посол України в Литовській Республіці.
24 липня 2001 - 19 червня 2002 - державний секретар Міністерства освіти і науки України.
2002-2015 - керівник Апарату Верховної Ради України.
15 вересня 2015 року Верховна Рада України звільнила керівника парламентського апарату Валентина Зайчука. За проголосували 238 депутатів при мінімально необхідних 226. Таким чином, Верховна Рада України задовольнила заяву Зайчука про відставку. 27 серпня 2014 року йому виповнилося 65 років у зв'язку з чим, за чинним законодавством, він мав би покинути державну службу, однак парламент продовжив його термін перебування на держслужбі.
Автор понад 80 наукових праць з питань педагогіки.

## Нагороди
Заслужений працівник народної освіти України (1999).
Орден «Знак Пошани» (1986).

## Критика

### Ворог преси
За результатами щорічного дослідження Інституту масової інформації та Незалежної медіа-профспілки потрапив в десятку найбільших ворогів української преси у 2012—2013 роках.